# Rurik
Rurik, Riurik of Hroerekr (Oudnoors: Rørik, cyrillisch: Рюрик; Rjoerik; "beroemde regent") was volgens de overlevering een hoofdman van Varjagen (Zweedse Vikingen). De precieze data van zijn geboorte en overlijden zijn niet bekend, maar de meest genoemde jaartallen zijn 830 en 879.
 
Zijn bestaan wordt door moderne historici betwijfeld, aangezien de verhalen die over hem en zijn broers Sineus en Troevor zijn overgeleverd veel lijken op stichtingsmythes zoals Lech, Čech en Rus (stambroeders van de Slavische volkeren); Kyi, Sjtsjek, Choryv en Lyoebed (stambroers en -zus van de stad Kyiv) of Romulus en Remus (stambroers van de stad Rome).

## Overlevering
Het is niet helemaal zeker hoe Rurik aan de macht kwam in Ladoga (huidig Staraja Ladoga), dan wel Veliki Novgorod. De enige informatie over Rurik stamt uit de 12e-eeuwse Nestorkroniek en Novgorodse Eerste Kroniek; geen van beide is een historisch betrouwbare bron.  Latere kronieken zijn slechts herwerkingen van deze twee.
In de kronieken staat het verhaal dat verschillende stammen in het zuidelijke kustgebied van de Finse Golf, in het noordwesten van wat nu Rusland heet, de Varjagen hadden verdreven, maar nadien aan onderlinge twisten ten onder dreigden te gaan. Hierop zouden ze de drie broers Rurik, Sineus en Troevor hebben uitgenodigd om orde op zaken te stellen. De laatste twee stierven al gauw en daarop zou Rurik alleenheerser zijn geworden.
In 862 kwam Ladoga (huidig Staraja Ladoga) onder zijn heerschappij. Nabij het latere Novgorod zou hij een fort of nederzetting hebben gebouwd. In moderne tijden is een archeologische site met middeleeuwse vondsten in de buurt van Novgorod geïdentificeerd als deze plaats en vervolgens omgedoopt tot Rjoerikovo gorodisjtsje (Rurik's vesting). Sommige historici vereenzelvigen deze site bovendien met wat in enkele Oudnoordse teksten "Holmgård" wordt genoemd. Of dit allemaal klopt, is onderwerp van aanhoudende controverse en discussie onder wetenschappers, omdat het bewijsmateriaal ambigu en multi-interpretabel is.
Daarnaast zou Rurik geheerst hebben over het gebied tussen de rivieren Neva en Oka. Rurik bleef naar verluidt aan de macht tot zijn overlijden in 879. Zijn vermeende opvolgers veroverden later Kiev en werden daar de stichters van het Kievse Rijk.

## Dynastieke problematiek
Aangezien de historiciteit van Rurik wordt betwist, is er niets met zekerheid te zeggen over zijn afstammelingen. Igor van Kiev zou volgens de kronieken zijn "zoon" zijn geweest en Oleg de Wijze zijn "familielid", maar moderne onderzoekers betwijfelen dat. De meeste latere heerserslijsten van Kiev beginnen bij Oleg en noemen nooit ene "Rurik". 
Het is pas in de 16e eeuw dat verschillende Daniilovitsji vorsten van Moskou beginnen te beweren dat zij de rechtmatige afstammelingen zijn van de vorsten van Kiev. Die zouden afstammen van Rurik, die op zijn beurt weer zoi afstammen van Prus, een broer van Julius Caesar. Die laatste bewering neemt vrijwel geen enkele moderne wetenschapper serieus en wordt algemeen gezien als een genealogisch verzinsel om de dynastieke legitimiteit van de vorsten van Moskou op te hogen.
Aan de andere kant wordt beweerd dat
van Rurik verschillende vorsten-families afstamden. Deze worden pas sinds de 16e eeuw "Ruriken" of "Rurikiden" genoemd. De laatste der Ruriken die op de Russische troon zat was Vasili IV, die in 1612 overleed. Vanwege deze vermeende rol als legendarische stamvader van het vorstenhuis van het Kievse Rijk is Rurik sinds de 19e eeuw door nationalisten afgeschilderd als de grondlegger van wat nu de landen Rusland en Oekraïne zijn.

## Onderzoek
Er is weinig bekend over zijn afkomst. Volgens de Nestorkroniek behoorde Rurik tot het volk der Roes, een Varjaagse stam die het gebied Roslagen bewoonde. In de 20e eeuw werd de Kroniek deels bevestigd toen men ontdekte dat Ladoga, dat door Rurik zou zijn gesticht, inderdaad in het midden van de 9e eeuw is ontstaan. Het aardewerk, keukengereedschap en huizen uit de tijd van Rurik vertoonden typisch Scandinavische patronen.
Hoewel er discussie is over de oorsprong van Rurik, zijn er ook historici die beweren dat zijn oorsprong vooral te vinden is in de folklore en dat hij slechts een legendarische figuur is. Het is mogelijk dat Rurik de verpersoonlijking was van de Scandinavische huursoldaten en veroveraars die in de 9e eeuw het huidige Rusland binnentrokken.
De enige Rurik die in West-Europese kronieken wordt beschreven, is de Deense Rorik (Roerik van Dorestad). Al sinds de 19e eeuw probeert men deze Rorik te vereenzelvigen met de Zweedse Viking Rurik uit de Oost-Europese kronieken, hetgeen echter zeer onwaarschijnlijk is.